# Edward Portman (5e vicomte Portman)
Pour les articles homonymes, voir Portman et famille Portman.
Edward Claud Berkeley Portman, 5e vicomte Portman, né le 8 juillet 1898 et mort le 14 juillet 1942, est un militaire et noble britannique.

## Biographie
La famille Portman a une longue histoire, Thomas Portman étant élu député de Taunton au Parlement d'Angleterre en 1302, avant que William Portman (en) ne représente cette même circonscription entre 1362 et 1406, suivi de son petit-fils Walter Portman de 1417 à 1435. Un autre William Portman (en) représente cette circonscription dans les années 1530, puis devient lord juge en chef d'Angleterre et du pays de Galles. Sir William Portman (en), député de Taunton dans la seconde moitié du XVIIe siècle, achète en 1662 le manoir de Bryanston dans le Dorset, qui sera la demeure familiale jusqu'au XXe siècle ; il laisse par ailleurs sa marque sur l'histoire en capturant personnellement en 1685, aux côtés du comte de Scarbrough, le duc de Monmouth, responsable de la rébellion de Monmouth. Dans les années 1760, Henry Portman fait établir Portman Square (en), un square à Londres qui subsiste à ce jour. Edward Portman, député à la Chambre des communes pour le Parti libéral de 1823 à 1833, est fait 1er baron Portman en 1837, avec un siège à la Chambre des lords, puis 1er vicomte Portman en 1873,.

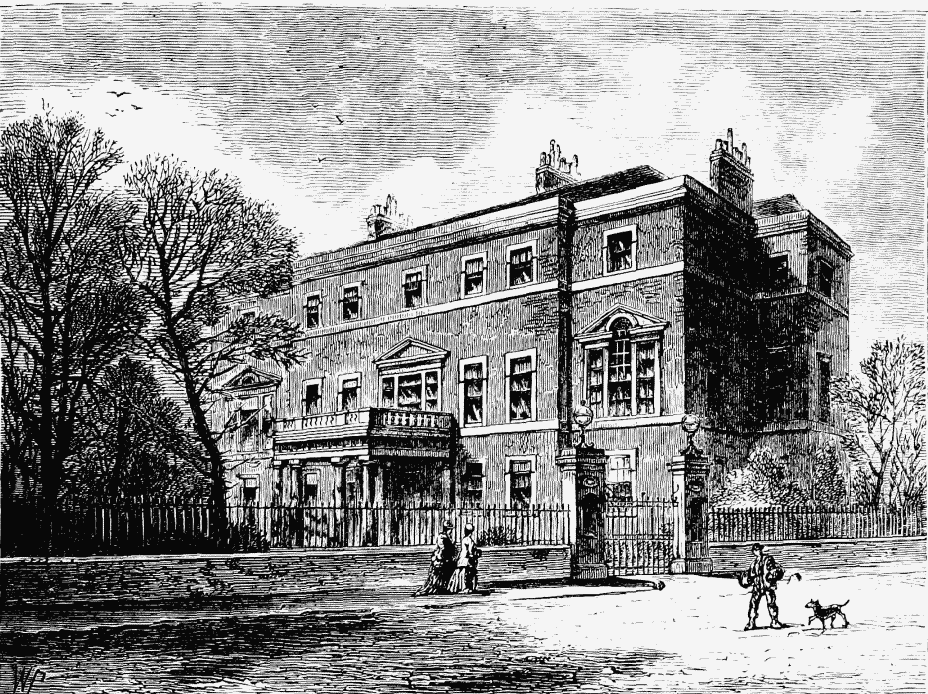
Montagu House, résidence londonienne de la famille Portman, à Portman Square.

Edward Claud Portman est le troisième des cinq enfants, et le seul fils, de Claud Portman, le 4e vicomte. Il est éduqué au collège d'Eton, puis entame une carrière militaire, formé au Collège militaire royal de Sandhurst. Il prend part à la Première Guerre mondiale, dans le régiment des Life Guards puis avec le grade de capitaine dans le Guards Machine Gun Regiment (en), régiment de mitrailleuse. En 1926 il épouse Sibyl Douglas-Pennant, fille du colonel Edward Douglas-Pennant, 3e baron Penrhyn de Llandegai au pays de Galles. Le couple aura deux filles. En juin 1929, à la mort de son père, Edward Portman devient le 5e vicomte Portman de Bryanston, héritant du siège de son père à la Chambre des lords.
Capitaine dans le régiment des Life Guards durant la Seconde Guerre mondiale, il meurt en service à Windsor en juillet 1942, à l'âge de 44 ans. Puisqu'il n'a pas de fils, son oncle Seymour hérite de son titre de baron. Edward Portman est l'un des cinquante-six parlementaires britanniques morts à la Seconde Guerre mondiale et commémorés par un vitrail au palais de Westminster,,.